# Barão de Santa Justa

Armas dos barões de Santa Justa

Barão de Santa Justa foi um título nobiliárquico criado por D. Pedro II do Brasil em 30 de novembro de 1866, a favor de Jacinto Alves Barbosa.
Titulares
1. Jacinto Alves Barbosa (1792–1872);
2. Francisco Alves Barbosa (1839–1882) – filho do anterior;
3. José Alves da Silveira Barbosa (1832–1896) – filho do primeiro.